# Memoriał Huberta Jerzego Wagnera 2018
Memoriał Huberta Jerzego Wagnera 2018 – 16. edycja turnieju siatkarskiego, która odbyła się w dniach 24–26 sierpnia 2018 roku.

## Uczestnicy
- Polska
- Rosja
- Francja
- Kanada

## Tabela
| Lp. | Drużyna | Pkt | Mecze | Mecze   | Mecze   | Sety | Sety | Sety  | Małe punkty | Małe punkty | Małe punkty |
| Lp. | Drużyna | Pkt | M     | W (3:2) | P (2:3) | wyg. | prz. | ratio | zdob.       | str.        | ratio       |
| --- | ------- | --- | ----- | ------- | ------- | ---- | ---- | ----- | ----------- | ----------- | ----------- |
| 1   | Polska  | 7   | 3     | 3 (2)   | 0 (0)   | 9    | 4    | 2.250 | 302         | 274         | 1.102       |
| 2   | Rosja   | 6   | 3     | 2 (1)   | 1 (1)   | 8    | 6    | 1.333 | 312         | 303         | 1.030       |
| 3   | Francja | 4   | 3     | 1 (0)   | 2 (1)   | 6    | 7    | 0.857 | 290         | 297         | 0.976       |
| 4   | Kanada  | 1   | 3     | 0 (0)   | 3 (1)   | 3    | 9    | 0.333 | 256         | 286         | 0.895       |

Źródło: fundacjawagnera.pl
Punktacja: 3:0 i 3:1 – 3 pkt; 3:2 – 2 pkt; 2:3 – 1 pkt; 1:3 i 0:3 – 0 pkt
Zasady ustalania kolejności: 1. liczba punktów; 2. liczba zwycięstw; 3. stosunek setów; 4. stosunek małych punktów; 5. bilans w bezpośrednich meczach

## Wyniki
| Data  | Godz. | Drużyna 1 | Wynik | Drużyna 2 | 1     | 2     | 3     | 4     | 5     | Widzów | * |
| ----- | ----- | --------- | ----- | --------- | ----- | ----- | ----- | ----- | ----- | ------ | - |
| 24.08 | 17:30 | Polska    | 3:0   | Kanada    | 29:27 | 25:17 | 25:19 |       |       |        |   |
| 24.08 | 20:30 | Francja   | 1:3   | Rosja     | 16:25 | 25:23 | 20:25 | 24:26 |       |        |   |
| 25.08 | 14:00 | Polska    | 3:2   | Francja   | 30:28 | 21:25 | 22:25 | 25:21 | 15:13 | 10000  |   |
| 25.08 | 17:00 | Rosja     | 3:2   | Kanada    | 25:17 | 25:22 | 22:25 | 21:25 | 21:19 |        |   |
| 26.08 | 14:00 | Francja   | 3:1   | Kanada    | 18:25 | 25:22 | 25:22 | 25:16 |       |        |   |
| 26.08 | 17:30 | Polska    | 3:2   | Rosja     | 21:25 | 25:22 | 24:26 | 25:15 | 15:10 | 12000  |   |

## Nagrody indywidualne
| Najlepszy zawodnik (MVP) | Najlepszy atakujący | Najlepszy blokujący | Najlepszy rozgrywający | Najlepszy przyjmujący | Najlepszy zagrywający | Najlepszy libero  |
| ------------------------ | ------------------- | ------------------- | ---------------------- | --------------------- | --------------------- | ----------------- |
| Artur Szalpuk            | Jean Patry          | Jakub Kochanowski   | Jay Blankenau          | Dmitrij Wołkow        | Piotr Nowakowski      | Jenia Grebennikov |